# Травіан
Травіан (нім. Travian) — браузерна гра-стратегія, створена Travian Games GmbH у Німеччині. Метою гри є будівництво та розвиток поселень, а також проведення військових операцій та торгівля з іншими гравцями. Згідно з сюжетом, події розгортаються в античні часи.

## Геймплей

Огляд Селища

Гра Травіан написана на мовах PHP (серверна частина) та JavaScript (клієнтська частина) і є браузерною MMOG грою: безліч гравців заходять на один з вибраних серверів і за допомогою вебінтерфейсу керують розвитком свого селища. Гра відображає стратегію реального часу — завдяки скриптам гравець може бачити таймери майбутніх подій (побудова чергового солдата або напад на село). Грати в Травіан, в принципі, можна і без JavaScript — не будуть працювати деякі «зручності», а також таймери — сторінку треба буде оновлювати вручну. У грі є дві гілки розвитку села — військова та будівельна.

### Побудова селища
Селище розділене на дві області — зовнішню, що містить ферми і ресурсодобувні заводи, і внутрішню, що містить ресурсопереробні заводи, а також будівлі економічної та військової інфраструктури. В залежності від рівня розвитку будівлі вона може виробляти різну кількость тих чи інших ресурсів, наприклад ферма нульового рівня виробляє 2 одиниці зерна в годину, а ферма 10-го рівня — 200 на годину. Всього в грі існує чотири види ресурсів: дерево, залізо, глина, зерно. Усі вони потрібні для будівництва будинків в селищіі та армії. Особливу категорію становить зерно — воно потрібно для харчування армії і населення села.
Інша область селища називається внутрішньої або центром селища. Її можна обгородити стіною. Там знаходиться головний будинок селища — будинок, де живуть будівельники. З розвитком головного будинку час будівництва будівель зменшується. Також в центрі знаходяться комора й склад, призначені для зберігання ресурсів і ринок, що дозволяє обмінюватися ресурсами з сусідами. Схованка дозволяє заховати певну кількість сировини від нападників.

### Населення
Всього в грі присутні чотири народи.
Римляни особливо пасують новачкам. Через високий рівень техніки й суспільства римляни є найкращими будівельниками, а їхні солдати відносяться до елітних військ у Травіан.
Їхні характеристики відносно збалансовані й корисні як у нападі, так і в захисті. Однак ця універсальність досить дорога та вимагає багато часу. Про їхню піхоту ходять легенди, однак їхній захист від кавалерії значно нижче ніж у воїнів інших народів.
Для початківців та тих, хто не може визначитися з вибором, римляни — це ідеальний вибір.
Особливості
- Одночасне будівництво родовищ сировини та будівель у поселенні
- Високий бонус у захисті завдяки муру
- Торговець може нести 1500 одиниць сировини (Швидкість: 16 клітинок/за годину)
- Дуже сильна піхота, середньої сили кавалерія
- Розвиток дорогий та потребує багато часу.

Галли — наймиролюбніший народ. Їхні воїни особливо сильні в захисті, однак по силі атаки явно програють іншим народам. Галли — природжені вершники. Про їхніх коней ходять легенди, тому що завдяки їхній дивній швидкості, вони часто застигають зненацька непідготовленого супротивника.
Організувати оборону поселень цього народу досить легко, разом з тим можлива й агресивна гра. З галлами можливий будь-який стратегічний напрямок (агресивна або оборонна манера гри, одинак або «рятувальник», торговець або грабіжник, піхотинець або кавалеріст, колоніст або загарбник), але для цього потрібна деяка вправність. Проте й починаючі гравці можуть бути успішними!
Особливості
- Бонус у швидкості: Найбільш швидкі воїни в Травіан
- Середній захист завдяки палісаду
- Торговець може нести до 2250 одиниць сировини (Швидкість: 24 клітинок/годину)
- Удвічі більша схованка (захист від набігів)
- Дорогі знаряддя
- Дешеві поселенці

Тевтонці — Тевтонський народ — найагресивніший з усіх. Тевтонські воїни вселяють усім страх через їхню лютість та жорстокість у нападі. Вони рухаються через землі грабуючи всіх на своєму шляху без страху смерті.
Проте тевтонським військам бракує дисципліни римлян або галлів. Цим пояснюється їхня слабкість в обороні та повільність. Германці найбільше підійдуть досвідченим, агресивно настроєним гравцям!
Особливості
- Бонус при набігу: Схованка супротивника ефективна лише на 4/5
- Земляне укріплення майже неможливо зруйнувати, але воно надає дуже незначний захист
- Торговець може нести 1000 одиниць сировини (Швидкість: 12 клітинок/за годину)
- Винятково дешеві, витривалі воїни. На їх навчання потрібно дуже мало часу.
- Слабкі в захисті

Натари — стародавній народ, який вважався вимерлим! Лише в їх оселях можна побудувати Диво Світу, але знання про відомі дива світу предки забрали з собою в могили. У той момент, коли люди вже втратили останню надію, доля вказала їм дорогу до старовинного племені Натарів. Кожне плем'я, що вижило, змогло врятувати будівельний план, який дивом зберігся на руїнах минулих споруд. Натари будуть захищати свої села до останньої краплі крові, бо тільки той, хто зможе захопити їх села, досить сильний для зведення нового Дива Світу. Чи зможуть люди, люди часів другої епохи пободувати Диво Світу в колишній красі? Тільки про найсильніших будуть пам'ятати люди третьої епохи, розповідати славні історії про героїв колишньої епохи ..

### Взаємодія з оточуючими
Найпростішими видами взаємодії з оточуючими — є торгівля і війна. Але світи Травіана занадто великі, і тому поодинці неможливо досягти перемоги в раунді або втриматися на позиції лідера. Тому гравці за домовленістю можуть об'єднуватися в альянси. Альянси дозволяють гравцям більш вигідно обмінюватися ресурсами, домовлятися і планувати спільні операції. Існує також і система міжальянсної взаємодії: союз, нейтралітет (пакт про ненапад) і війна, однак нерідко подібні дипломатичні відносини мають негласний характер.
Гравець може напасти на інше селище з метою пограбування (використовується атака набігом), або з метою знищення війська («звичайний напад»). Особливим нападом є напад з катапультами. В кінцевому рахунку такі напади можуть призвести до руйнування селища. Якщо серед нападників є сенатор (в інших народів він називається вождем або ватажком), то схвалення жителями свого керіники (тобто гравця) буде зменшуватися. При нульовому схвалення село переходить в чужі руки.
Починаючи з версії Т3 крім селищ на карті зустрічаються оази. Вони дають приріст до часовий виробленні ресурсів, і тому можуть бути захоплені героєм. Однак попередньо їх треба очистити від проживаючих там тварин і відбудувати таверну. В пустих клітинах поселенці можуть заснувати селище.

### Війська
Військова складова відіграє важливу роль у світах Травіан. В першу чергу в центрі села повинен бути побудований пункт збору, де розподіляються війська на військові операції. Існують чотири види військ: піхота, кавалерія, осадні знаряддя, а також сенатори і поселенці, необхідні для захоплення або заснування селища відповідно. Кожен юніт має певне завдання і має чотири головні характеристики: рівень атаки, рівень захисту від піхоти, рівень захисту від вершників, і швидкість переміщення. Зокрема:
розвідники і слідопити не підходять для прямої атаки і слабкі в захисті. Вони потрібні для розвідки кількості ресурсів і обороноздатності супротивника, а також для контррозвідки. Для ефективної контррозвідки кількість і якість розвідників в селі має бути не гірше, ніж у нападаючих;
тарани потрібні для руйнування ворожої стіни і практично не захищені від атак;
катапульти та требуше (в грі названі требучет) — для знищення будівель у ворожому селищі;
в найбільш поширеій версії Травіана ™ існує також особливий тип воїнів — герой. Він наймається в таверні зі звичайного юніта і може отримувати різні вдосконалення в результаті боїв, також з його допомогою можна захопити оази. У гравця може бути тільки один герой.
Кожен з видів має спеціальне приміщення для створення юнітів:
Казарма служить для створення піхоти.
У стайні навчається кавалерія.
Осадні знаряддя будуються в майстерні.
У палаці або резиденції можна навчити сенатора або поселенця (на відміну від інших юнітів, їх кількість суворо обмежена).
Перед тим як почати будувати юніти певного типу, необхідно вивчити їх в академії за певну кількість ресурсів. Не потрібно вивчення для підготовки поселенців і найпростіших військ .
Під час бою своїми військами керувати не можна. Переможець вираховуються виходячи з характеристики і чисельності військ обох сторін.

## Українізована версія
Для користувачів україномовного сегменту Інтернету були доступними більше п'яти українських серверів — більше 3х звичайних, один швидкісний та один класичний. В часи піку популярності гри (2009-2012 роки) на кожному сервері було зареєстровано до декількох десятків тисяч гравців, постійно в онлайні перебували більше тисячі.
У 2017 році TravianGames вирішили закрити українську локальну зону гри, через падіння популярності гри та відповідним зменшенням кількості активних гравців. При закритті української локальної зони відбулось об'єднання українського форуму Травіану (всіх записів та аккаунтів користувачів) з російським форумом гри.
Останній сервер українського Травіану - ua3 - закрили 30.01.2017.